# Tempête tropicale Jose (2005)
Pour les articles homonymes, voir Cyclone tropical Jose.
La tempête tropicale Jose a été la 10e de la saison cyclonique 2005 dans le bassin de l'océan Atlantique. Le nom Jose avait déjà été utilisé en 1981 et 1999.

## Évolution météorologique
Le 8 août 2005, une onde tropicale s'est formée près des côtes africaines. Migrant vers l'ouest, elle déclencha la formation de la 10e dépression tropicale, dans l'après-midi du 13 août, qui ne dura pas. L'onde tropicale poursuivit son chemin vers les Caraïbes.
Le 17 août, au milieu de la mer des Caraïbes, la convection atmosphérique accompagnant l'onde tropicale s'accrut. La zone perturbée persista et se déplaça vers l'ouest-nord-ouest, vers la Péninsule du Yucatán. Au-dessus de la péninsule, le système développa des bandes de précipitations mieux organisées. Le 21 août, la perturbation atteignit la baie de Campêche, ayant perdu beaucoup de ses nuages convectifs.
Tôt le 22 août, la convection reprit fortement. Vers 12:00 UTC, on observa une circulation cyclonique au centre du système, faisant de celui-ci la 11e dépression tropicale de la saison. La dépression se dirigea vers l'ouest et s'organisa davantage, développant de nouvelles bandes de précipitations. Vers 18:00 UTC, la dépression devint une tempête tropicale, à 130 km à l'est-nord-est de Veracruz (Mexique). Le National Hurricane Center la désigna Jose. Le cyclone continua de s'intensifier, présentant même un semblant d'œil en touchant terre. Son centre toucha la côte mexicaine vers 3:30 UTC le 23 août, à 55 km au nord de Veracruz.
Jose faiblit rapidement. Vers 12:00 UTC le 23 août 2005, on rétrograda la tempête en dépression, qui acheva de se dissiper dans les montagnes arides de l'est du Mexique.

## Bilan

### Mexique
Jose a causé directement 6 morts :
- Un homme de 59 ans a été tué à Xalapa lorsque sa maison a été ensevelie par une coulée de boue ;
- 5 morts ont été causées par des coulées de boue à Oaxaca.

De plus, Jose a causé des inondations et des glissements de terrain qui ont forcé des milliers de personnes à évacuer leurs résidences.